# Mammillaria mainiae
Mammillaria mainiae (укр. Мамілярія Мейн, Мамілярія мейні) — сукулентна рослина з роду мамілярія (Mammillaria) родини кактусових (Cactaceae).

## Етимологія
Видова назва дана на честь першовідкривача цієї мамілярії пані Ф. М. Мейн. Місцева назва «кактус з рибальськими гачками».

## Ареал і екологія
Mammillaria mainiae зустрічається в Мексиці у штаті Сонора, а також у США у штаті Аризона. Зростає на висотах від 200 до 1 300 метрів над рівнем моря. В Аризоні Mammillaria mainiae мешкає на пустельних пасовищах на висоті понад 1 000 м над рівнем моря. У Сонорі вона є найпоширенішою на рівнинах однойменної пустелі, в центральній частині штату. Вид також зустрічається в передгір'ях і прибережних колючих чагарниках на півдні Сонори.

## Морфологічний опис
Рослини одиночні або рясно кущаться в основі.
| Орган              | Опис |
| Коріння            | |
| Стебло             | кулясте до яйцеподібного, заввишки 6-7 см, в діаметрі 10-12 см.                                                    |
| Епідерміс          | яскраво-зелений, іноді червонуватий в аксилах.                                                                     |
| Маміли             | циліндричні, стають конічними, дещо загнуті всередину, без молочного соку.                                         |
| Ареоли             | |
| Аксили             | голі. |
| Центральні колючки | 1-2, з гачками, міцні, коричневі або жовті, з темними кінцями, до 15 мм завдовжки.                                 |
| Радіальні колючки  | 8-15, жовті, стають білими, з темними кінцями, тонкі, голчасті, до 12 мм завдовжки.                                |
| Квіти              | рожево-білі з помітними багрянисто-рожевими центральними прожилками на пелюстках, 10-20 мм завдовжки і в діаметрі. |
| Бутони             | |
| Зовнішні пелюстки  | |
| Внутрішні пелюстки | |
| Тичинки            | |
| Маточка            | |
| Плоди              | маленькі, кулясті до яйцеподібних, яскраво-червоні, що залишаються нижче колючок.                                  |
| Насіння            | чорне. |

## Схожі види
Mammillaria wrightii var. wilcoxii, яка росте поблизу Ногалеса, штат Аризона, легко сплутати з Mammillaria mainiae.

## Чисельність, охоронний статус та заходи по збереженню
Mammillaria mainiae входить до Червоного списку Міжнародного союзу охорони природи видів, з найменшим ризиком (LC).
Вид має досить широкий ареал і стабільну популяцію, тому серйозних загроз для цього виду наразі не існує. Крім того, він росте у природоохоронній території поблизу Тринчерас, штат Сонора. Через це Mammillaria mainiae занесено до списку видів з найменшим ризиком.
Основною загрозою для цього виду є пожежі, що впливає на чисельність популяції.
Охороняється Конвенцією про міжнародну торгівлю видами дикої фауни і флори, що перебувають під загрозою зникнення (CITES).

## Утримання в культурі
Рослини цього виду чутливі до перезволоження і легко загнивають в будь-якому віці, якщо коріння не просохнуть протягом декількох днів.
Рекомендується хороший дренаж — ґрунт, що складається до 50 % з проникного матеріалу, і тепле, світле розташування, що сприяє доброму розвитку колючок і особливо квіток.